# Снигуровский, Евгений Степанович
Евгений Степанович Снигуровский (1879—1919) — русский военный деятель, полковник (1917). Герой Первой мировой войны.

## Биография
В 1895 году вступил в военную службу после получения  образование в Ярославской военной школе. 
В 1897 году после окончания Санкт-Петербургского юнкерского училища был произведён в подпоручики и выпущен  в 95-й пехотный Красноярский полк. В 1901 году произведён был в поручики, в 1905 году в штабс-ротмистры. 
С 1908 года переведён в Отдельный корпус пограничной стражи, служил в Заамурском округе. В 1909 году произведён в ротмистры с назначением начальником 2-й ездящей пулеметной команды 3-го пехотного полка. 
С 1914 года участник Первой мировой войны в составе 3-го пограничного Заамурского пехотного полка. В 1916 году произведён в подполковники, в 1917 году в полковники воевал в должности командира 3-го пограничного Заамурского пехотного полка. За отличие в боях в период войны был пожалован орденом Святого Георгия 4-й степени и Георгиевским оружием.
После Октябрьской революции жил в Киеве. В 1919 году арестован органами ВЧК и расстрелян.

## Награды
- Орден Святой Анны 3-й степени с мечами и бантом (ВП 01.05.1916)[1]
- Орден Святого Станислава 3-й степени  с мечами и бантом (ВП 24.09.1916)
- Орден Святого Георгия 4-й степени (23.05.1916)[2]
- Георгиевское оружие (ВП 19.03.1917)